# Jus de céleri
 (mai 2018).
Si vous disposez d'ouvrages ou d'articles de référence ou si vous connaissez des sites web de qualité traitant du thème abordé ici, merci de compléter l'article en donnant les références utiles à sa vérifiabilité et en les liant à la section « Notes et références ».

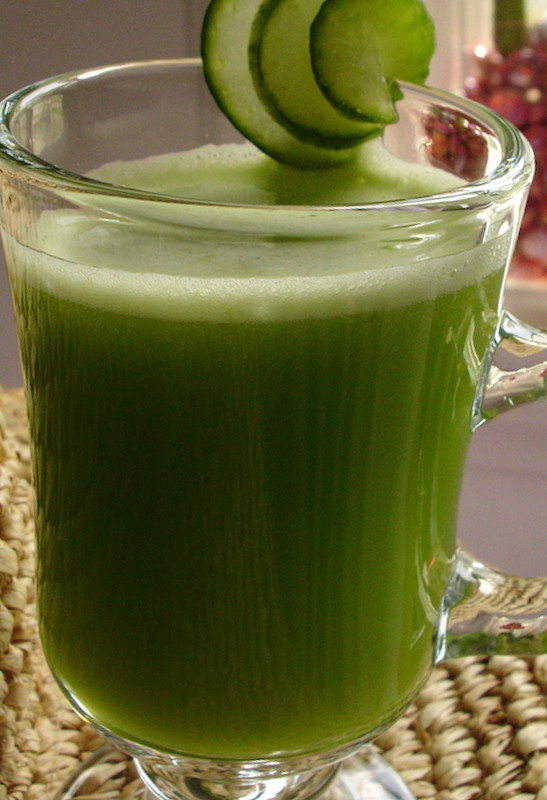
Jus de céleri mélangé avec du jus de concombre et du jus de pommes.

Le jus de céleri est produit par l'extraction de jus par pression à froid du céleri.

## Composition et propriétés
Pour 100 grammes de jus : 28 kcal, 94,2 g d'eau, 0,7 g de protéines, 6 g de glucides, 0 g de lipides, 2,28 g de fibres, 109 mg de sodium, 9,23 mg de magnésium, 27,2 mg de phosphore, 269 mg de potassium, 53,3 mg de calcium, 0,1 mg de manganèse, 0,29 mg de fer, 0,02 mg de cuivre, 0,115 mg de zinc, 0,567 μg d'iode, 756 μg de bêta-carotène, 0,2 mg de vitamine E, 29,3 μg de vitamine K1, 8 mg de vitamine C, 0,048 mg de vitamine B1, et 0,076 mg de vitamine B2.
Le céleri contient de grandes propriétés antioxydantes qui combattent et préviennent le cancer, aide à maintenir et rétablir l'équilibre acido-basique du sang, compense la perte d'électrolyte après l'effort physique, contribue à la régularisation du taux de cholestérol. De plus, grâce au potassium et au sodium qu'il contient, le céleri a des vertus diurétiques  et donc soulage la constipation. Grâce à ses minéraux alcalins, le jus de céleri joue un rôle dans l'apaisement du système nerveux. Consommé régulièrement, il aide à baisser la tension artérielle et stimule les fonctions rénales en éliminant les toxines de l'organisme.

## Transformation industrielle ou artisanale du céleri
Le céleri utilisé pour la fabrication de jus est récolté entre 6 et 7 mois après le semis, soit entre août et octobre-novembre en Suisse. Les branches de céleri sont lavées puis mises dans une centrifugeuse ou un mixer afin d'en extraire le jus. Elles sont souvent mélangées à d'autres fruits ou légumes afin d'en sublimer la saveur. Le jus peut alors être filtré afin d'obtenir une consistance moins épaisse, cela diminuant considérablement son taux de fibres. L'utilisation d'un extracteur de jus permet d'éliminer les fibres sans filtration. Une étape supplémentaire peut consister à pasteuriser le jus de céleri afin de garantir sa stabilisation.

## Allégations sanitaires
L'industrie agro-alimentaire ajoute parfois quelques vitamines tel que la vitamine C, car sa teneur en précieuses vitamines peut diminuer à cause des différents traitements notamment lors de la pasteurisation. Le jus de céleri est extrêmement riche en minéraux essentiels qui contribuent au bon fonctionnement de l'organisme et à l'élimination des toxines du corps.

## Jus non pasteurisés et maladies alimentaires
De nombreux cas de maladies liées aux jus de fruits et légumes non pasteurisés ont été recensés ces dernières années. Ces agents pathogènes d'origine alimentaire présentent des parasites, des bactéries et des virus. Cela entraînait de nombreuses toxi-infections car la propagation se fait notamment par le biais de contenants contaminés, d'une manipulation ne respectant pas les règles d'hygiène ou même d'un mauvais lavage.

## Entreposage
Le jus de céleri frais doit être réfrigéré. Les bouteilles scellées doivent être conservées dans un endroit frais et sec à l'abri de la lumière afin d'en retarder la dégradation. Il se peut que certaines modifications de texture, de goût ou d'apparence surviennent avec le temps. Concernant les jus en bouteille, il est impératif de les consommer dans les deux ou trois jours suivant leur ouverture et de le conserver au réfrigérateur, entre 0 et 4 °C et refermé hermétiquement afin d'éviter toutes contaminations bactériennes,,,.